# 吉田村 (岡山県)
吉田村（よしだそん）は、岡山県小田郡にあった村。現在の笠岡市の一部にあたる。

## 地理
吉田川の最上流域に位置していた。

## 歴史
- 1889年（明治22年）6月1日、町村制の施行により、小田郡吉田村、関戸村、尾坂村が合併して村制施行し、吉田村が発足[1][2]。旧村名を継承した吉田、関戸、尾坂の3大字を編成[2]。
- 1953年（昭和28年）10月1日、笠岡市に編入され廃止[1][2]。編入後、笠岡市大字吉田・関戸・尾坂となる[2]。

## 産業
- 農業[2]